# Syzygium pseudoformosum
Syzygium pseudoformosum är en myrtenväxtart som först beskrevs av George King, och fick sitt nu gällande namn av Elmer Drew Merrill och Lily May Perry. Syzygium pseudoformosum ingår i släktet Syzygium och familjen myrtenväxter. Inga underarter finns listade i Catalogue of Life.